# چارلز کونتز
چارلز کونتز (انگلیسی: Charley Koontz؛ زادهٔ ۱۰ اوت ۱۹۸۷) هنرپیشه، بازیگر سینما، و بازیگر تلویزیون اهل ایالات متحده آمریکا است. وی از سال ۲۰۰۹ میلادی تاکنون مشغول فعالیت بوده‌است.
از فیلم‌ها یا برنامه‌های تلویزیونی که وی در آن نقش داشته‌است می‌توان به نادرست اشاره کرد.